# Molo s rozhlednou v Ełku
Molo s rozhlednou v Ełku nebo jen Hlavní molo, polsky Molo z wieżą widokową w Ełku, Pomost z wieżą widokową w Ełku nebo Molo główne, je molo s rozhlednou na městské pláži na břehu jezera Ełk ve městě Ełk v okrese Ełk v severovýchodním Polsku. Geograficky náleží do regionu Pojezierze Ełckie a Varmijsko-mazurského vojvodství.

## Další informace
Molo i rozhledna jsou dřevěné a v noci osvětlené. Byly postaveny v roce 2018. Rozhledna je nízká příhradová zastřešená stavba a na vyhlídkovou plošinu vedou schody. Místo je celoročně volně přístupné.

## Galerie

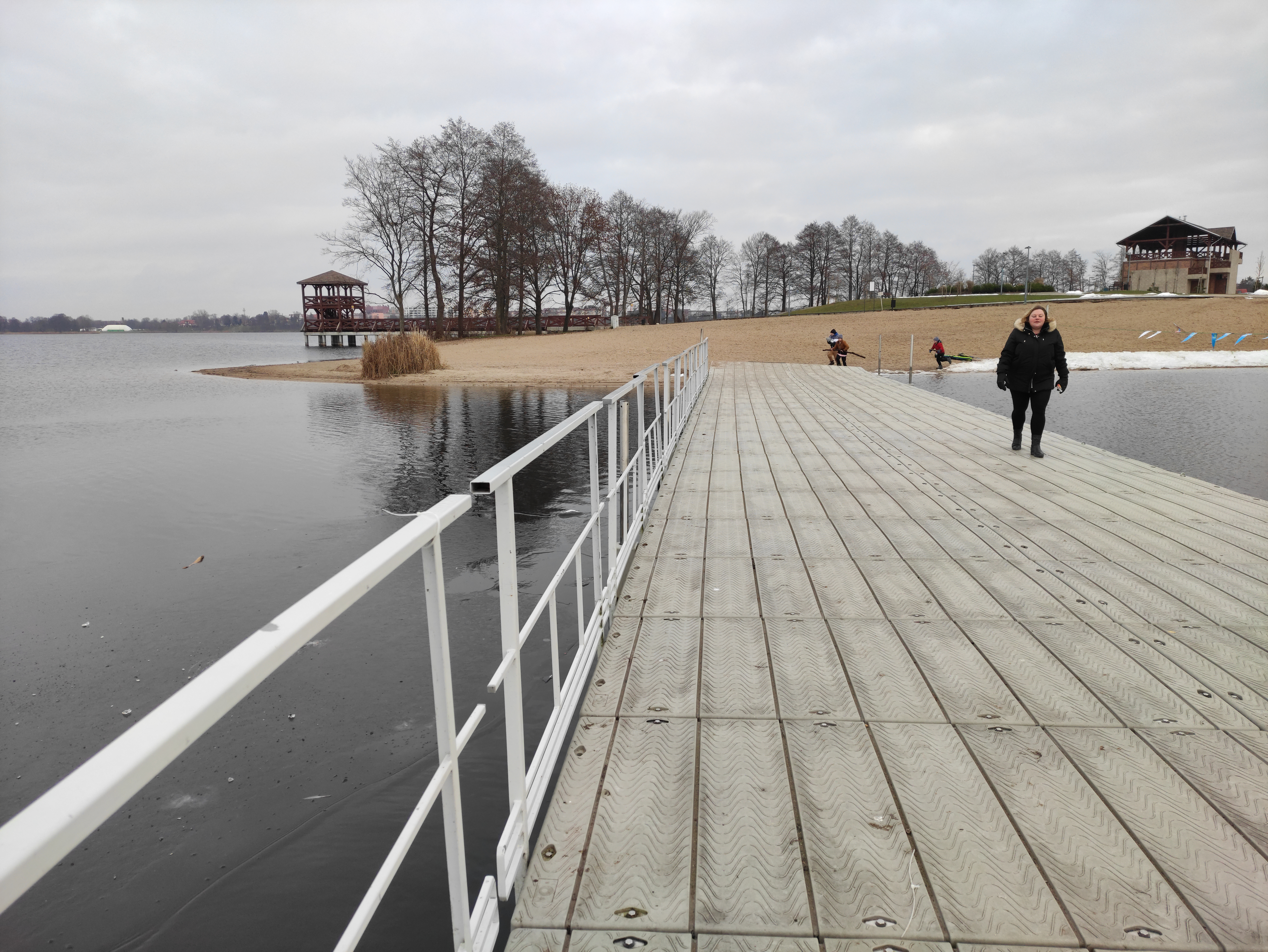
Molo
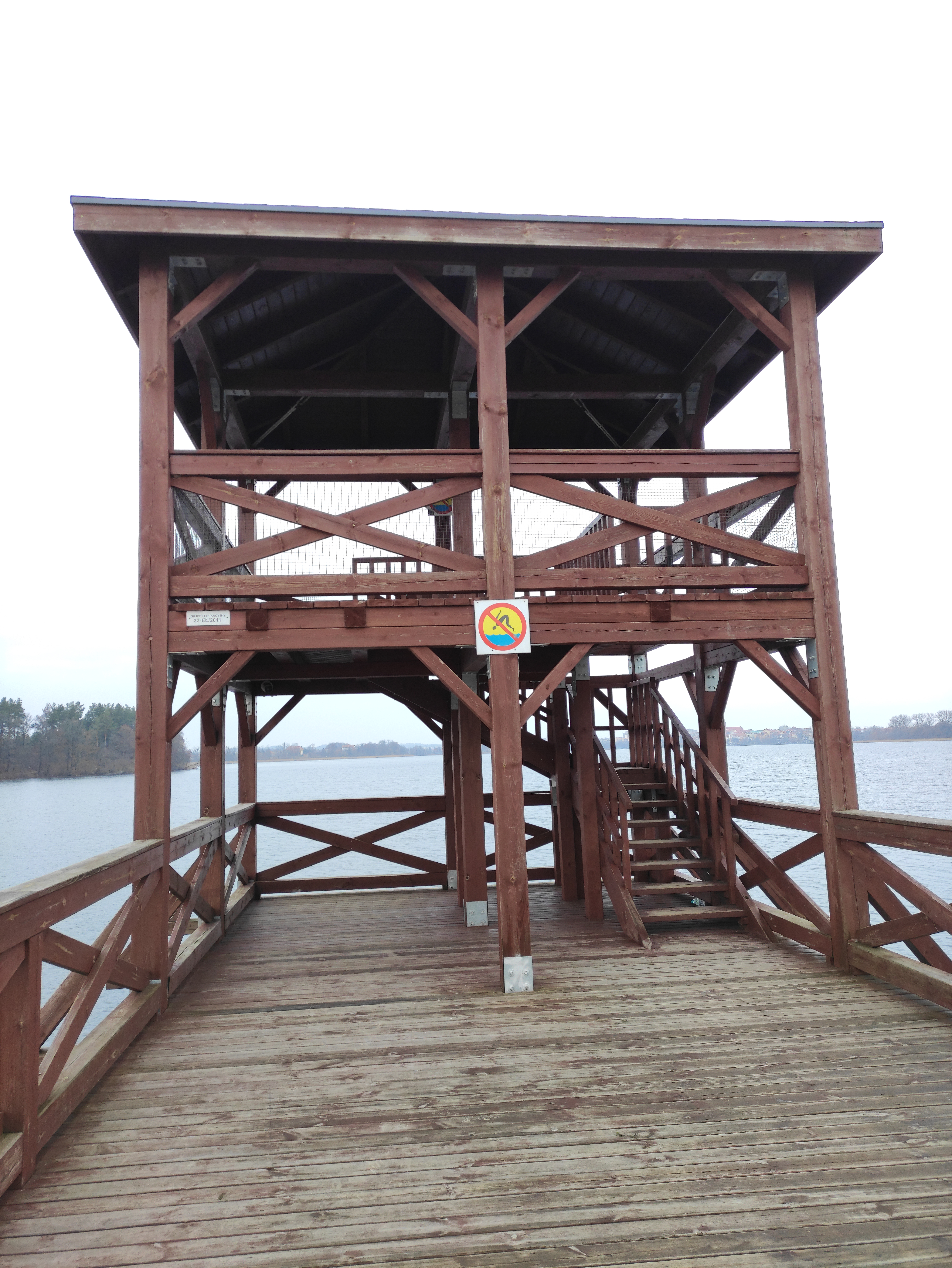
Rozhledna
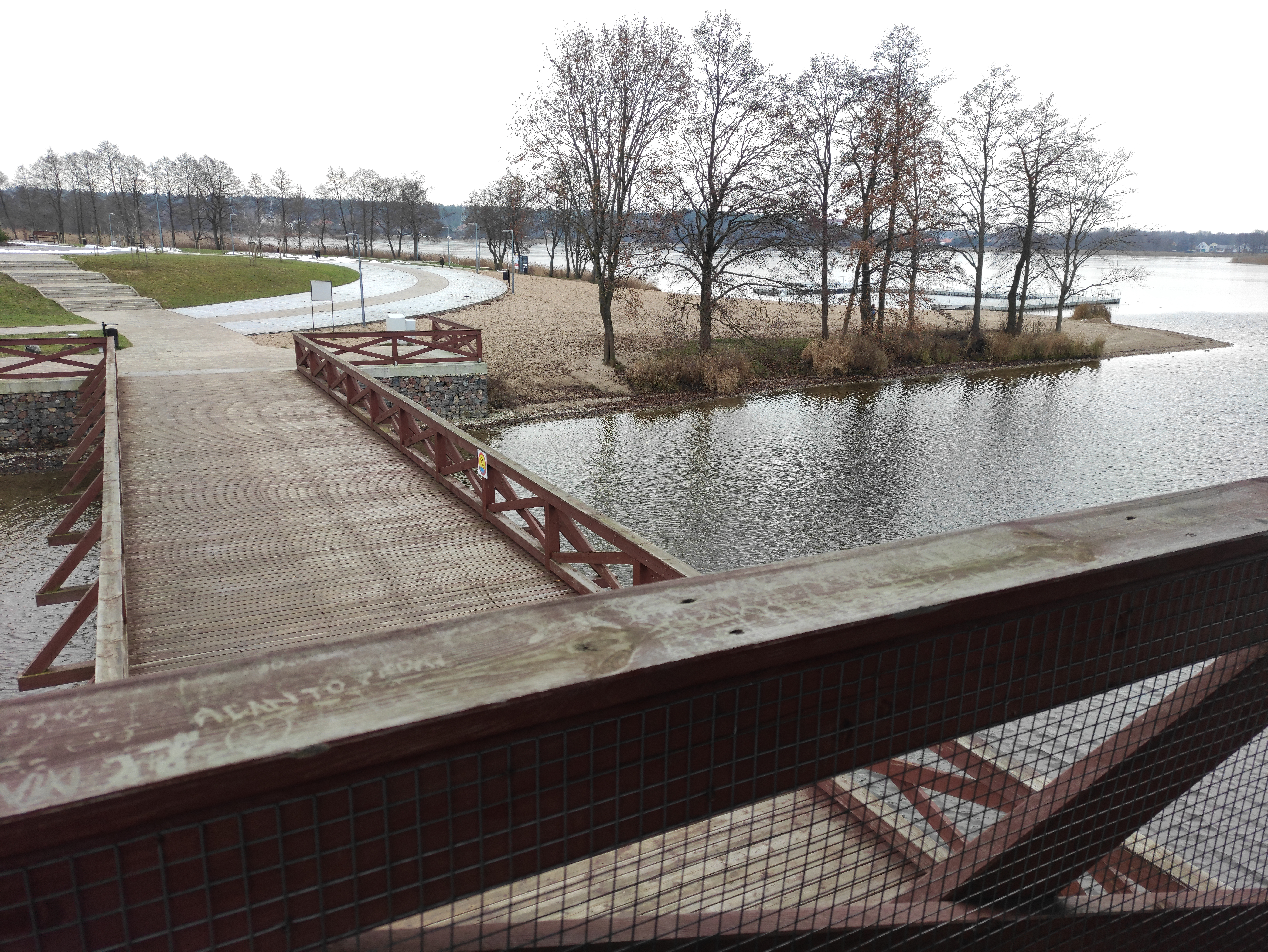
Vyhlídka
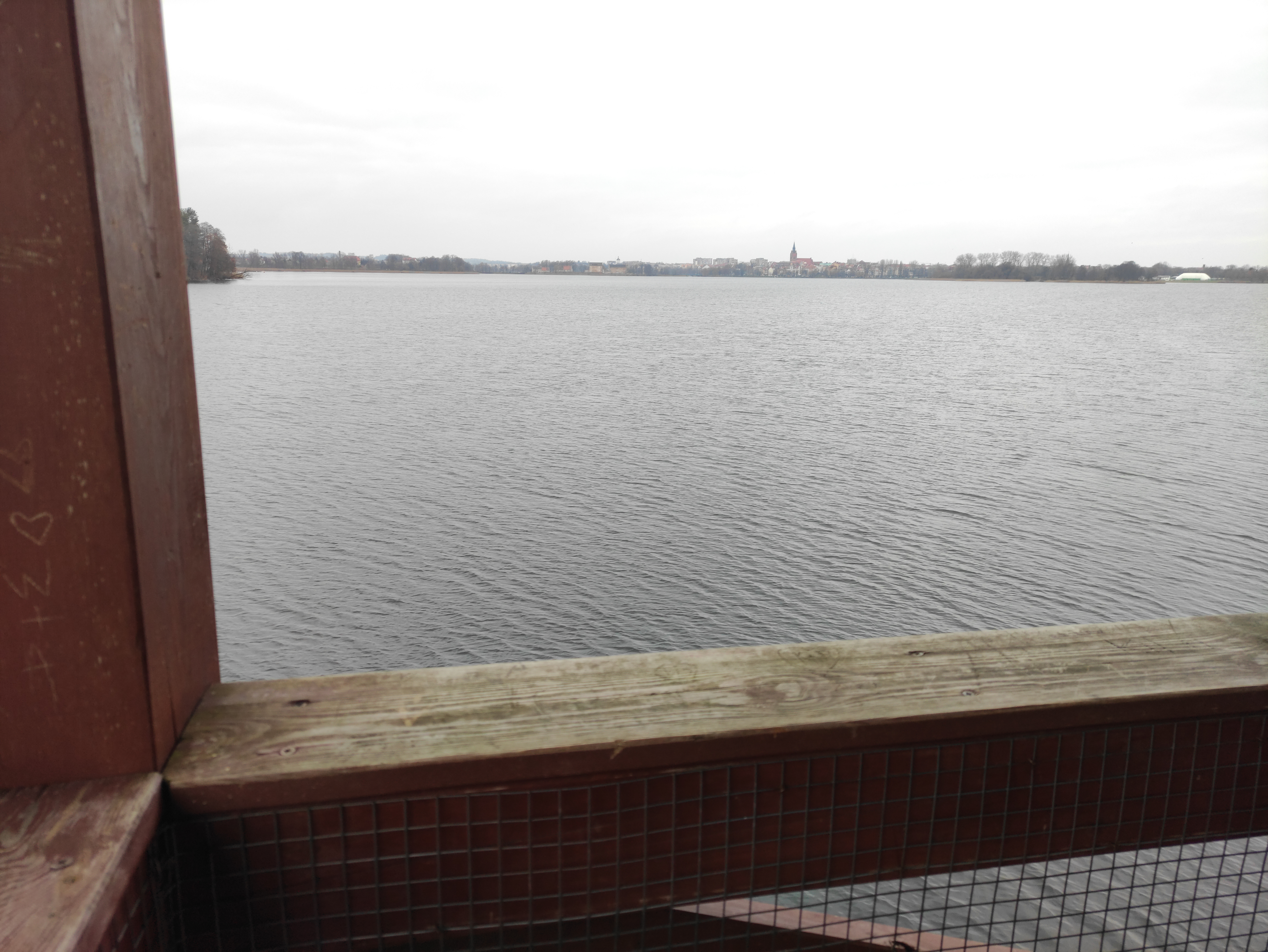
Vyhlídka